# آنتون چاپکوف
آنتون چاپکوف (روسی: Антон Михайлович Чупков؛ زادهٔ ۲۲ فوریهٔ ۱۹۹۷) یک شناگر اهل روسیه است.
وی در مسابقات کشوری و بین‌المللی در مجموع برنده ۱۴ مدال طلا، ۳ مدال نقره، ۵ مدال برنز شده‌است.